# Rhododendron kanehirai
Rhododendron kanehirai var en art af plante i Ericaceae familien. Den var endemisk til Taiwan men er i dag blev udryddet i naturen og findes kun i dyrkede form.